# The Desert Sessions
The Desert Sessions es un proyecto musical creado y liderado por Josh Homme en 1997, en los estudios Rancho De La Luna, en Joshua Tree, California. Aquí se dan cita multitud de músicos, componentes de otras bandas y amigos/as de Homme para grabar las distintas sesiones.

## Historia
Las Desert Sessions nacen en 1997 como un proyecto gestado por el ya desaparecido sello discográfico Man's Ruin Records y Josh Homme, ex guitarrista de Kyuss y creando en ese momento también Queens of the Stone Age. El plan original era editar una serie de 13 discos donde primero se editarían 2 discos en vinilo de 10", recopilados más tarde ya en formato CD, hasta completar los volúmenes del 1 al 12. El volumen 13 sería un recopilatorio de caras b y rarezas. 
Sin embargo, tras el sexto volumen las cosas comienzan a torcerse. El sello Man's Ruin Records se va a pique y quiebra dejando al proyecto en el aire. En el año 2001 Josh Homme y Lydia Rusell crean el sello Rekords Rekords y el primer trabajo en editarse son las Desert Sessions 7 y 8, continuando con la saga. En el 2003 editan el 9 y el 10. 
El lugar donde se producen estos encuentros es en el estudio Rancho De La Luna, en Joshua Tree, California, en mitad del desierto. Por ellos han pasado amigos de Homme como Nick Oliveri, Mark Lanegan, Alfredo Hernández (estos compañeros suyos en QOTSA), Chris Goss o Brant Bjork; músicos como PJ Harvey e integrantes de varias bandas como Monster Magnet, Kyuss, Goatsnake, Soundgarden, Fu Manchu, The Vandals, A Perfect Circle, Nine Inch Nails, Marilyn Manson, Hole o Mötley Crüe. También son conocidas estas sesiones de grabación por las fiestas que monta Homme junto a sus amigos e invitados. Algunos medios de comunicación en internet describen las Desert Sessions como "unas sesiones de revisión de los tópicos rockeros de los setenta entre vapores etílicos con todo aquel que se pasara por allí". o "experiencia en la cual, a modo de jams sessions, dan rienda suelta a su esquizofrenia musical con amigos de otros grupos".
Después de 16 años, el 25 de septiembre de 2019, Josh Homme anunció la salida de los volúmenes 11 & 12 (Arrivederci Despair & Tightwads & Nitwits & Critics & Heels) con fecha para el 25 de octubre de 2019.

## Músicos que han colaborado
| Nombre            | Bandas asociadas | 1 & 2 | 3 & 4 | 5 & 6 | 7 & 8 | 9 & 10 | 11 & 12 |
| ----------------- | --- | ----- | ----- | ----- | ----- | ------ | ------- |
| Josh Homme        | Queens of the Stone Age, Kyuss, Eagles of Death Metal, Screaming Trees.                                                    | X     | X     | X     | X     | X      | X       |
| Alfredo Hernández | Kyuss, Queens of the Stone Age, Orquesta del Desierto, Yawning Man.                                                        | X     | X     |       |       |        |         |
| Dave Catching     | Queens of the Stone Age, earthlings?, Mondo Generator, Eagles of Death Metal, Yellow #5, Goon Moon, Peaches.               | X     | X     | X     |       | X      | X       |
| Fred Drake        | earthlings?, Ministry of Fools.                                                                                            | X     | X     | X     | X     |        |         |
| Brant Bjork       | Kyuss, Fu Manchu, Brant Bjork & The Bros, Mondo Generator, Yellow #5.                                                      | X     |       | X     |       |        |         |
| Ben Shepherd      | Soundgarden, Hater, Wellwater Conspiracy.                                                                                  | X     | X     |       |       |        |         |
| Pete Stahl        | Scream, Wool, Goatsnake, earthlings?, Orquesta del Desierto.                                                               | X     | X     |       |       |        |         |
| John McBain       | Monster Magnet, Hater, Wellwater Conspiracy.                                                                               | X     | X     |       |       |        |         |
| Jesse Hughes      | Eagles of Death Metal |       | X     |       |       |        |         |
| Craig Armstrong   | |       | X     |       |       |        |         |
| Nick Oliveri      | Kyuss, Queens of the Stone Age, The Dwarves, Mondo Generator, Masters of Reality.                                          |       | X     | X     | X     |        |         |
| Mario Lalli       | Fatso Jetson, Yawning Man                                                                                                  |       | X     | X     |       |        |         |
| Larry Lalli       | Fatso Jetson |       | X     |       |       |        |         |
| T. Fresh          | |       | X     |       |       |        |         |
| Blag Dahlia       | The Dwarves |       |       | X     |       |        |         |
| Gene Trautmann    | Queens of the Stone Age, Eagles of Death Metal.                                                                            |       |       | X     |       |        |         |
| Adam Maples       | earthlings? |       |       | X     |       |        |         |
| Teddy Quinn       | Dig Your Own Cactus, Ministry of Fools.                                                                                    |       |       | X     |       |        |         |
| Tony Mason        | Dig Your Own Cactus |       |       | X     |       |        |         |
| Barrett Martin    | Screaming Trees, Mad Season, Queens of the Stone Age.                                                                      |       |       | X     |       |        |         |
| Alain Johannes    | Eleven, Chris Cornell, Queens of the Stone Age.                                                                            |       |       |       | X     | X      |         |
| Natasha Shneider  | Eleven, Chris Cornell, Queens of the Stone Age.                                                                            |       |       |       | X     |        |         |
| Mark Lanegan      | Screaming Trees, Mad Season, Queens of the Stone Age, The Twilight Singers, The Gutter Twins, Soulsavers, Isobel Campbell. |       |       |       | X     |        |         |
| Brendon McNichol  | Rattlebone, Masters of Reality, Queens of the Stone Age.                                                                   |       |       |       | X     |        |         |
| Samantha Maloney  | Hole, Mötley Crüe, Eagles of Death Metal, Peaches.                                                                         |       |       |       | X     |        |         |
| Chris Goss        | Masters of Reality, Goon Moon.                                                                                             |       | X     |       | X     | X      |         |
| Dean Ween         | Ween, Moistboyz. |       |       |       |       | X      |         |
| Josh Freese       | The Vandals, Devo, A Perfect Circle, Nine Inch Nails.                                                                      |       |       |       |       | X      |         |
| Jeordie White     | Nine Inch Nails, Goon Moon, A Perfect Circle, Marilyn Manson.                                                              |       |       |       |       | X      |         |
| Joey Castillo     | Zilch, Wasted Youth, Danzig, Goatsnake, Sugartooth, Queens of the Stone Age.                                               |       |       |       |       | X      |         |
| Brian O'Connor    | Eagles of Death Metal |       |       |       |       | X      |         |
| Troy Van Leeuwen  | Failure, A Perfect Circle, Enemy, Queens of the Stone Age.                                                                 |       |       |       |       | X      |         |
| PJ Harvey         | |       |       |       |       | X      |         |
| Billy Gibbons     | ZZTop |       |       |       |       |        | X       |
| Stella Mozgawa    | Warpaint |       |       |       |       |        | X       |
| Jake Shears       | Scissor Sisters |       |       |       |       |        | X       |
| Mike Kerr         | Royal Blood |       |       |       |       |        | X       |
| Carla Azar        | Autolux, Jack White |       |       |       |       |        | X       |
| Les Claypool      | Primus |       |       |       |       |        | X       |
| Matt Sweeney      | |       |       |       |       |        | X       |
| Matt Berry        | What we do in the shadows, Toast of London                                                                                 |       |       |       |       |        | X       |
| Libby Grace       | (Seudónimo) |       |       |       |       |        | X       |
| Töôrnst Hülpft    | (Seudónimo) |       |       |       |       |        | X       |

## Discografía

### Vinilo 10"
- Volume 1: Instrumental Driving Music For Felons  (1997, Man's Ruin - MR-081)
- Volume 2: Status: Ships Commander Butchered  (1997, Man's Ruin - MR-082)
- Volume 3: Set Coordinates For The White Dwarf!!!  (1998, Man's Ruin - MR-111)
- Volume 4: Hard Walls And Little Trips  (1998, Man's Ruin - MR-112)
- Volume 5: Poetry For The Masses (Sea Shed Shit Head By The She Sore)  (1999, Man's Ruin - MR-121)
- Volume 6: Poetry For The Masses (Black Anvil Ego)  (1999, Man's Ruin - MR-122)
- Volume 7: Gypsy Marches & Volume 8: Can You See Under My Thumb?...There You Are  (2001, Southern Lord Records/Rekords Rekords)
- Volume 9: I See You Hearin' Me & Volume 10: I Heart Disco (2003, Ipecac Recordings/Rekords Rekords)
- Volume 11: Arrivederci Despair & Volume 12: Tightwads & Nitwits & Critics & Heels (Matador Records)

### Formato CD
- Volumes 1 & 2 (1998, Man's Ruin - MR-093)
- Volumes 3 & 4 (1998, Man's Ruin - MR-113)
- Volumes 5 & 6 (1999, Man's Ruin - MR-123)
- Volumes 7 & 8 (2001, Southern Lord Records/Rekords Rekords)
- Volumes 9 & 10 (2003, Ipecac Recordings/Rekords Rekords)